# なんと農業協同組合
なんと農業協同組合（なんとのうぎょうきょうどうくみあい）は、富山県南砺市金戸に本店を置く農業協同組合。愛称はJAなんと（ジェイエイなんと）。

## 概要
1969年（昭和44年）4月1日、東礪波郡城端町（当時）の4つの農協が合併して南砺農業協同組合を設立。
2001年（平成13年）3月1日、東礪波郡城端町、井口村、平村、上平村（2004年11月に4町村と利賀村、井波町、福野町、西礪波郡福光町が合併して南砺市となる）にあった5つの農協（南砺・城端信用・井口村・平村・上平村）が合併して設立。
営業区域
- 南砺市の一部（前述の旧4町村の区域）[3]
  - なお、その他の南砺市は福光農業協同組合（旧福光町の区域）、となみ野農業協同組合（旧井波町・福野町・利賀村の区域）の営業区域となっている。

## 店舗
詳細は、公式サイトのJAなんと店舗一覧を参照。
本店・支店
| 店舗コード | 店舗名     | 所在地               |
| ---------- | ---------- | -------------------- |
| 681        | 本店       | 南砺市金戸268番地の1 |
| 682        | 西部支店   | 南砺市金戸268番地の1 |
| 683        | 東部支店   | 南砺市理休190番地の1 |
| 710        | 五箇山支店 | 南砺市下梨2045番地   |

その他の主な店舗
- Aコープなんとセフレ（スーパーマーケット）：南砺市野田52番地
- ヨッテカーレ城端（農産物直売所）：南砺市立野原東1508番地（東海北陸自動車道城端SAそば、桜ヶ池クアガーデン内）